# Sensismo
(E. Condillac, da Trattato sulle sensazioni)
Il sensismo è un termine che designa quelle dottrine filosofiche che riportano ogni contenuto e la stessa azione del conoscere alla centralità del sentire, ossia al processo di ricezione delle sensazioni, prescindendo da tutto quello che non sia riportabile ai sensi, o talora escludendolo completamente dalla teoria della conoscenza. A volte viene usato come suo sinonimo sensualismo, che però trova definizione diversa.

## Origini
Mentre nella storia della filosofia la parola senso compare, a partire dalla αίσθησις di Aristotele, per indicare la facoltà di "sentire" (cioè di percepire l'azione di oggetti interni al corpo o esterni ad esso), le origini del sensismo, come filosofia, possono ritrovarsi in alcune affermazioni dei sofisti.
Già Protagora affermava che l'anima non fosse altro che un complesso di sensazioni: fu una tesi ripresa in maniera più approfondita dagli stoici e dagli epicurei.
La cultura romana e quella medievale hanno conservato il concetto riduttivo di senso, proprio della definizione aristotelica: è solo nei tempi moderni, con Locke prima e poi specialmente con Kant, che la parola senso assume il significato di sentire insieme alla consapevolezza di ciò che avviene sentendo.

## I sensisti moderni
La dottrina sensista si precisa nella filosofia moderna con il pensiero rinascimentale, nella filosofia della natura di Bernardino Telesio (1509–1588), che dà vita a una prima forma di metodologia scientifica basata sull'esperienza, ripresa dal suo seguace Antonio Persio (1543-1612), e poi in Tommaso Campanella (1568-1639).
Quest'ultimo intende la natura come un complesso di realtà viventi, ciascuna senziente, animata e tendente al proprio fine (in base al concetto aristotelico di entelechia), e d'altra parte tutte unificate e armoniosamente dirette verso un fine universale da una comune Anima del mondo, secondo la concezione tipicamente neoplatonica. La visione campanelliana è detta per questo pansensismo cosmico, (dal greco πάν, pàn, che significa tutto, e sensismo) a indicare una specie di sensibilità cosciente di tutto l'universo: concetto affine al grande bestione vivente nella visione di Giordano Bruno.

## Il sensismo nel '600
Caratteristiche del sensismo, che lo accostano al materialismo, si trovano in Thomas Hobbes  (1588-1679) il quale negli Elementi (1640) e nel De corpore (1655) sviluppa il suo sistema materialistico, meccanicistico onnicomprensivo, basandolo sull'elemento sostanziale corpo e su quello accidentale di moto. La sensazione è il risultato del moto dei corpi che generano le immagini, le sensazioni di piacere e dolore e le passioni. Tutto si origina da un moto, da un'azione a cui corrisponde un contromovimento, una reazione, che produce immagini fenomeniche; tutta la vita teoretica e morale può essere ricondotta alla sensazione.
Pur da una posizione di deciso rigetto della filosofia di Hobbes, anche Anthony Ashley-Cooper, III conte di Shaftesbury esprimerà una teoria di tipo sensista.

## Il sensismo di Condillac

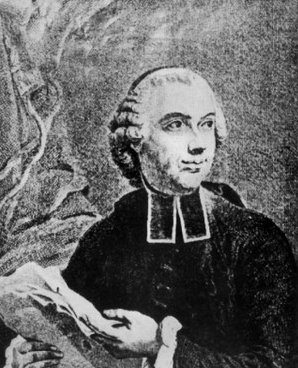
Condillac

Il termine "sensismo" è stato attribuito prevalentemente alla dottrina di Condillac (1714-1780) espressa nel Traité des sensation (1754), la quale riprende molte formulazioni che erano state proprie delle teorie di John Locke (1632-1704),  eliminandone però gli aspetti più propriamente psicologici, e sottolineando come tutte le facoltà conoscitive si sviluppino, in modo più o meno diretto, dall'azione dei sensi. 
In questo senso, è famoso l'esempio di Condillac, il quale suggerisce di immaginare una statua dalle fattezze umane, la quale progressivamente si anima a mano a mano che prendono vita i vari sensi, e in particolare il tatto, il quale le permette la consapevolezza della realtà propria e del mondo circostante. Ciò che finora veniva attribuito all'attività spirituale, al giudizio, al desiderio e alla volontà non sono che "sensazioni trasformate".

## Sensismo e materialismo
Va sottolineato che il sensismo non coincide con il materialismo, giacché il primo si limita a esprimere la posizione di chi afferma il primato della conoscenza sensibile, senza tuttavia determinare in alcun modo i contenuti che questa conoscenza possa raggiungere. 
La posizione sensista riguarda quindi esclusivamente la forma della conoscenza, in particolare il modo in cui si formano e si espletano le varie facoltà conoscitive. Dire che la nostra conoscenza si origina dalla sensazione non vuol dire che la materia di per sé sia causa di movimento e sensazione per cui l'uomo alla fine sia un essere completamente materiale. Proprio in ragione di questo, Condillac poté teorizzare l'esistenza di Dio e l'immortalità dell'anima, congiungendo sensismo gnoseologico e spiritualismo.
La via del materialismo su base sensistica venne intrapresa invece da Julien Offray de La Mettrie (1709-1751), Claude-Adrien Helvétius (1715-1771) e Paul Henri Thiry d'Holbach (1723-1789), più conosciuto con lo pseudonimo di Mirabaud.
Per Julien Offray de La Mettrie estensione, movimento e sensibilità caratterizzano tutto ciò che è materiale; l'uomo stesso è una macchina ("L'homme machine") condizionata da leggi biologiche.
Helvetius condivide con Condillac l'idea che la conoscenza derivi dalle sensazioni ed estende quindi, nell'opera Lo Spirito (1758), la natura sensibile anche alla moralità riducendola a pure motivazioni utilitaristiche. 
Per Holbach l'affermazione decisa del materialismo è collegata all'ateismo e alla negazione di ogni libera volontà nel comportamento dell'uomo.
Il materialismo in effetti era negato dagli illuministi poiché essi vi vedevano il mascheramento della vecchia pretesa metafisica di spiegare in maniera onnicomprensiva e totale l'universo. Si può affermare che, da molti di loro, il materialismo era sostenuto non tanto per ragioni gnoseologiche quanto per fini politici e morali come una polemica protesta, cioè, nei confronti dell'autoritarismo politico e religioso dei loro tempi.